# تپه حسن گاویار
تپه حسن گاویار مربوط به هزاره اول ق است و در شهرستان دلفان استان لرستان، بخش میربگ، روستای دیماندول واقع شده و این اثر در تاریخ ۱۰ مهر ۱۳۸۰ با شمارهٔ ثبت ۴۱۵۷ به‌عنوان یکی از آثار ملی ایران به ثبت رسیده است.
حسن گاویار از عرفای لرستانی و  لر زبان قرن هفتم هجری قمری دلفان این بقعه در ۲۰ کیلومتری نورآباد در دامنه رشته کوه بزکن و در یک کیلومتری آبشار زیبای غسلگه واقع است.